# Кашгария

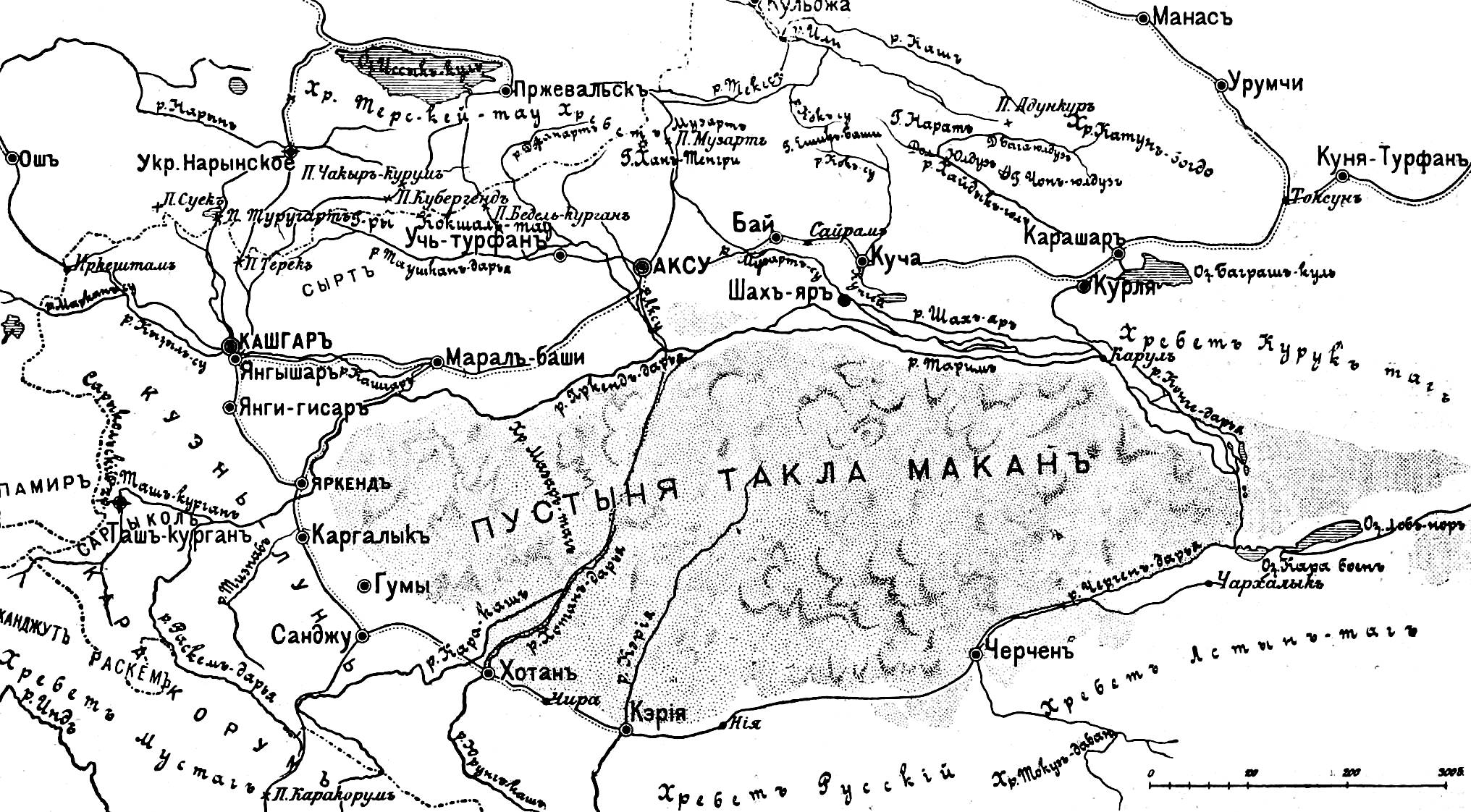
Карта Кашгарии

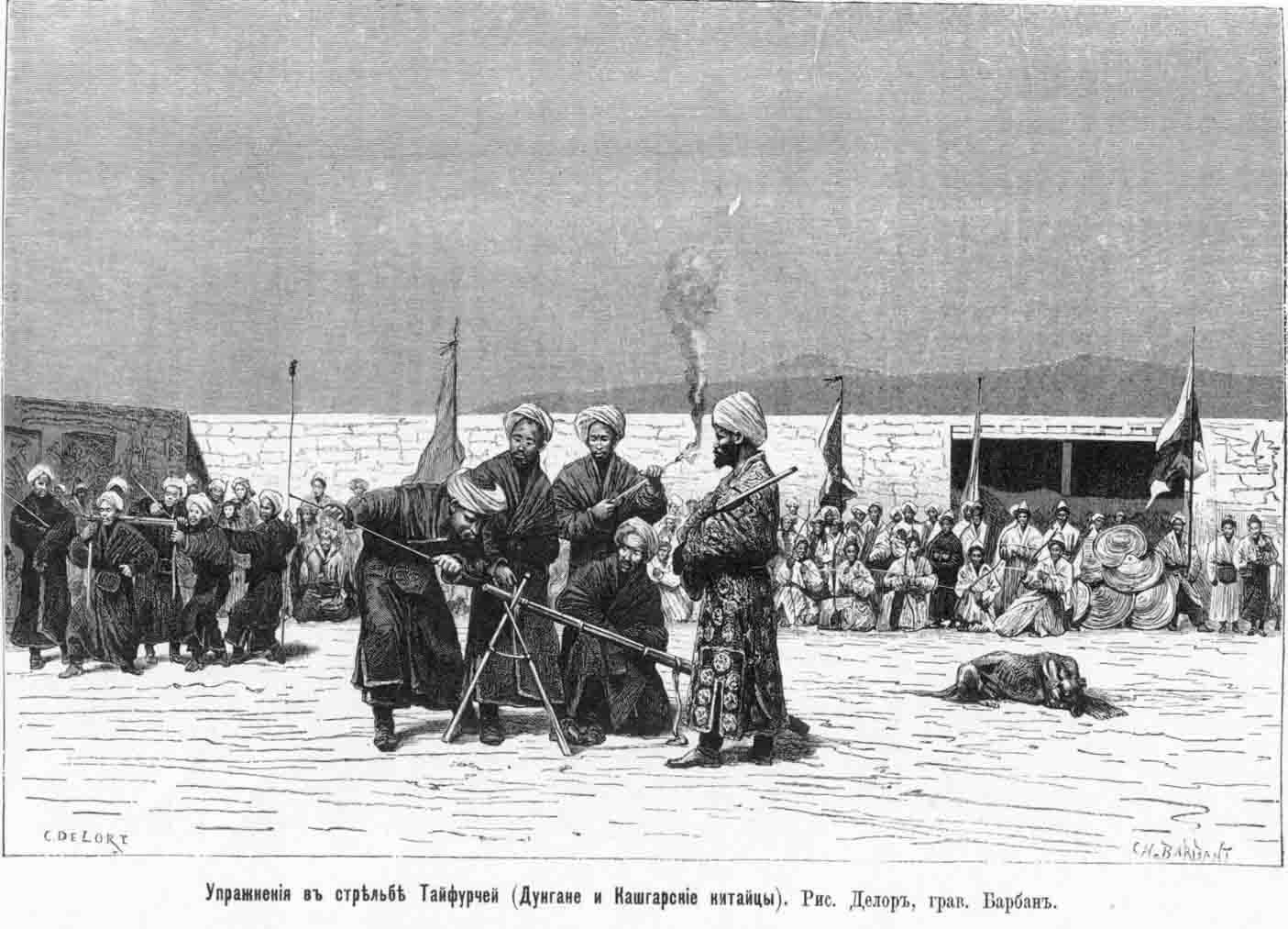
«Учения по стрельбе тайфурчей. Дунганцы и кашгарские китайцы». Французская гравюра периода правления Якуб-бека.

Кашгария (Восточный или Китайский Туркестан, Алтышахар) — ранее южная часть провинции Синьцзян в Западном Китае, общее название 6 городов и территорий под их влиянием в Восточном Туркестане (ныне КНР): Аксу, Янгигисар, Кашгар, Хотан, Куча и Яркенд.
Восточный Туркестан является политическим термином, соответствует до некоторой степени географическому термину — Таримский бассейн. Данный политический термин установился сравнительно очень недавно, взамен прежних: более распространённого — Малой Бухарии и менее известных — Алтышара (шестиградие) и Джеттышара (семиградие), города: Кашгар, Янгигисар, Яркенд, Хотан, Аксу, Куча, Карашар.

## История
Китайцы завели военные колонии, поставили свои гарнизоны и к 39 году до н. э. овладели всей Кашгарией. Однако, с первых же дней Китаю пришлось противостоять натиску на этот край со стороны хуннов, а в конце II веке н. э. совершенно оставить его. Позже эти города и территории были захвачены китайцами снова, но уже в XVIII веке.
Население Кашгарии обладало древними традициями обработки земли, которым был нанесён огромный урон во время монгольского нашествия XIII века. Для монгольских войск и чагатанских ханов Кашгария стала местом зимовок. В Кашгарии можно было выделить несколько земледельческих регионов в оазисах, географическое расположение которых было обусловлено возможностью обеспечить орошение в плодородных окрестностях долин больших и малых рек округов Аксу и Кучи (Кусана), Хотана и Керии, Яркенда и Кашгара, Чалыша и Турфана.
Кроме этого, в Кашгарию приходили торговые караваны из Средней Азии (Туркестана). Узбеки, таджики, казахи продавали скот, вывозили китайские ткани, чай, кожу, изделия из серебра. Кашгарию открыл для европейцев Ч. Ч. Валиханов (1858-1859 гг.). В записках «О положении шести городов провинции Нан-лу» написал об истории, административном устройстве, экономике и населении этих городов.

## Правители
- Магомет Якуб бек Бадаулет